# Phêrô Nguyễn Khắc Tự
Phêrô Nguyễn Khắc Tự là một thầy giảng tử vì đạo dưới triều vua Minh Mạng, được Giáo hội Công giáo Rôma phong Hiển Thánh vào năm 1988.  
Ông sinh năm 1808 tại giáo xứ Bình Hòa, xã Khánh Hồng, huyện Yên Khánh, tỉnh Ninh Bình, thuộc Giáo phận Phát Diệm. Năm 20 tuổi, ông về giúp thừa sai Pierre Dumoulin Borie Cao. Ông cùng bị bắt với giám mục Borie Cao tại Bố Chính, bị đóng gông giải về Đồng Hới. Tại công đường, vì từ chối đạp lên Thánh Giá, ông bị đánh 20 roi. Ông còn bị nhốt vào hầm rắn độc nhưng không việc gì. Ngày 10 tháng 7 năm 1840, ông nằm xuống để binh lính tròng dây xiết cổ (xử giảo) tại pháp trường Đồng Hới. 